# Stolpersteine in Dänemark

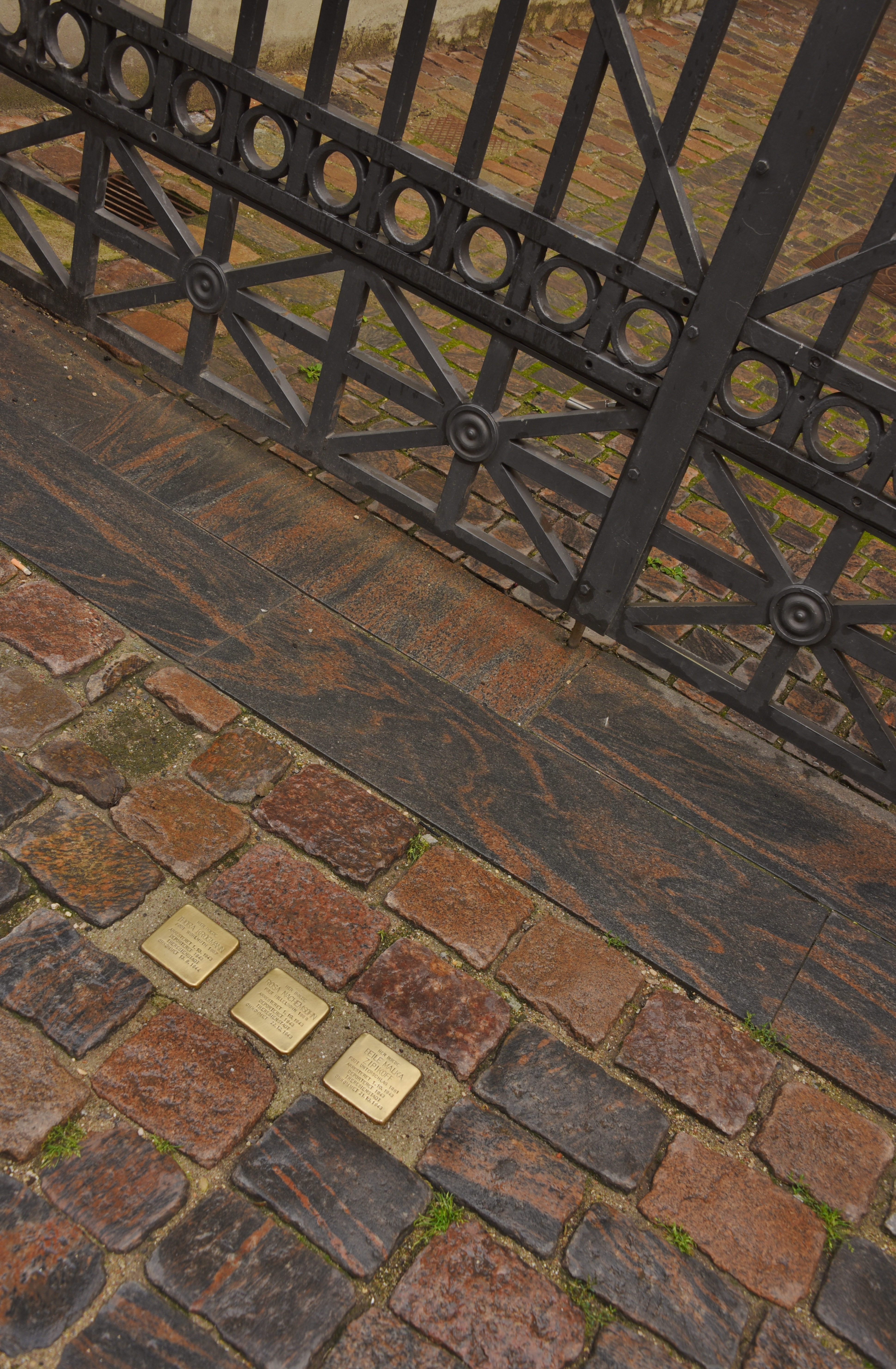
Stolpersteine vor der Großen Synagoge in Kopenhagen

Die Liste der Stolpersteine in Dänemark listet alle Stolpersteine, die in Dänemark verlegt worden sind. Die Stolpersteine liegen in der Regel vor dem letzten selbstgewählten Wohnort des Opfers und erinnern an das Schicksal der Menschen, die von den Nationalsozialisten ermordet, deportiert, vertrieben oder in den Suizid getrieben wurden. Die Stolpersteine wurden vom Kölner Künstler Gunter Demnig konzipiert und werden im Regelfall von ihm selbst verlegt. Bislang werden in Dänemark Stolpersteine für zwei Opfergruppen verlegt – für Menschen jüdischer Herkunft, die  Opfer der Shoah wurden, und Widerstandskämpfer gegen die deutschen Besatzung.
Stolpersteine werden auf Dänisch Snublestene genannt. Sie liegen zumeist vor einem früheren selbst gewählten Wohnsitz. In Dänemark wurden bis August 2021 Stolpersteine in zwei Regionen verlegt, in Hovedstaden und Syddanmark. Die ersten Verlegungen fanden im Juni 2019 in Kopenhagen und Frederiksberg statt, in Anwesenheit von Überlebenden und Familienangehörigen der Opfer. Sie beruhen auf einer Initiative der Snublestensgruppen i Danmark (Die Stolpersteingruppe in Dänemark).

## Liste der Listen
| Ort            | Region      | Erstverlegung | Anzahl | letzte Verlegung | Fotos | Liste |
| -------------- | ----------- | ------------- | ------ | ---------------- | ----- | ----- |
| Aarhus         | Midtjylland | 30. Aug. 2022 | 4      | 30. Aug. 2022    |       |       |
| Frederiksberg  | Hovedstaden | 17. Juni 2019 | 9      | 29. Aug. 2022    |       |       |
| Gentofte       | Hovedstaden | Juli 2020     | 9      | 30. Aug. 2022    |       |       |
| Kolding        | Syddanmark  | 7. Sep. 2021  | 5      | 7. Sep. 2021     |       |       |
| Kongens Lyngby | Hovedstaden | 23. Aug. 2021 | 2      | 23. Aug. 2021    |       |       |
| Kopenhagen     | Hovedstaden | 17. Juni 2019 | >34    | 30. Aug. 2022    |       |       |
| Odense         | Syddanmark  | 8. Aug. 2021  | 13     | 9. Juni 2022     |       |       |

## Geschichte der Juden in Dänemark

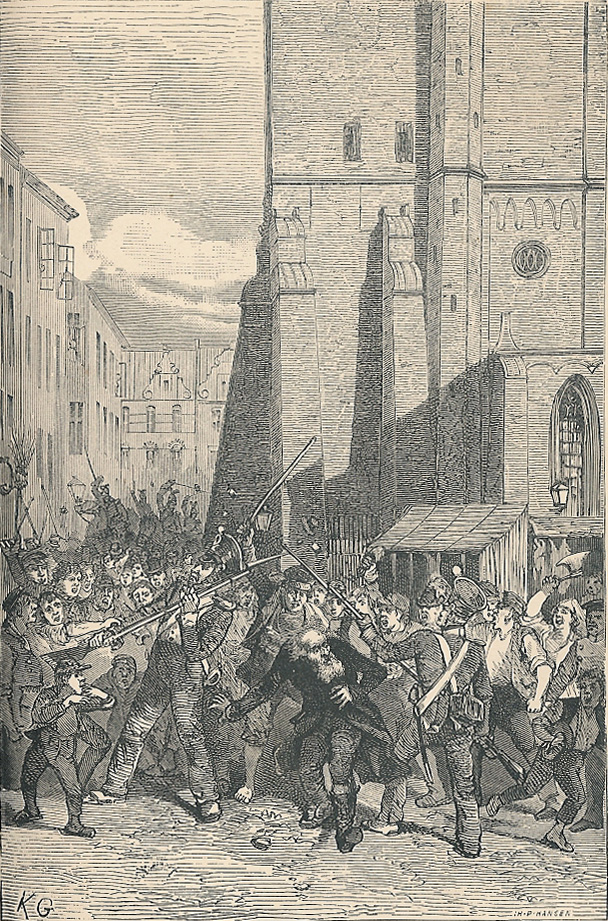
Ausschreitungen gegen Juden, 1819

Álvaro Dinis, ein portugiesischer Kaufmann, der gerade aus Hamburg vertrieben wurde, war einer der ersten Juden im dänischen Einflussgebiet. Er ließ sich 1619 in der 1617 im damals unter dänischer Regierung stehenden Herzogtum Holstein gegründeten Exulantenstadt Glückstadt nieder und gründete hier 1622 mit Bewilligung des Königs Christian IV. und dessen Statthalters Gerhard Rantzau die erste jüdische Gemeinde. Dinis wurde ein Vertrauter des dänischen Thronfolgers. Unter Friedrich III., 1648 bis 1670 König von Dänemark und Norwegen, kam es 1682 zur Gründung einer ersten jüdischen Gemeinde in der neu erbauten Stadt Fredericia. Zwei Jahre später wurde auch eine kleine jüdische Gemeinde in Kopenhagen gegründet. Gründe für die Zulassung waren stets auch ökonomische. Um 1780 lebten rund 1600 Juden in Dänemark, allesamt mit Niederlassungsbewilligungen aufgrund ihres persönlichen Vermögens. Außerhalb der mit Religionsfreiheit privilegierten Orte wie Glückstadt wurden Juden sozial und ökonomisch diskriminiert und mussten eine Zeitlang sogar protestantische Gottesdienste besuchen.
Während es 1819 noch zu Ausschreitungen gegen Juden kam, beruhigte sich die Lage in den Folgejahren. Langsam konnten sie Bürgerrechte erlangen und konnten sich – sowohl als Kaufleute, als auch als Intellektuelle – in die Gesellschaft integrieren. Sie gründeten zahlreiche Unternehmen, viele überlebten in der einen oder anderen Form bis heute. Zu Beginn des 20. Jahrhunderts kamen rund zehntausend jüdische Auswanderer aus Osteuropa nach Kopenhagen, zumeist auf der Durchreise in die USA. Rund 3000 von ihnen blieben jedoch, weil sie nicht genügend Geld zur Weiterreise hatten, in Dänemark. Diese „neuen Juden“ waren arm, sprachen Jiddisch und lebten in den Armenvierteln von Kopenhagen. Viele von ihnen waren Sozialisten, Zionisten oder ultraorthodoxe Juden. Die etablierten Juden der Mittel- und Oberschicht in Kopenhagen fürchteten, dass die Neuankömmlinge das Verhältnis der dänischen Gesellschaft zu den Juden generell beeinträchtigen könnten. Sie sammelten Spenden und halfen den ärmsten Juden und versuchten sie in die dänisch-jüdische Gesellschaft zu integrieren.
Auch zwischen 1933 und 1939 kam es zu einer Flüchtlingswelle. Wiederum passierten jüdische Flüchtlinge das Land. Diesmal waren es rund 4500 und im Regelfall genehmigten die Behörden nicht, dass sich deutsche Flüchtlinge in Dänemark niederließen. Einige durften vorübergehend als Lehrlinge in der Landwirtschaft bleiben, wo sie sich auf die Emigration nach Palästina vorbereiteten. Staatenlose Juden wurden ab April 1940, der deutschen Besetzung des Landes, in das Deutsche Reich zurückgeschickt. Einige von ihnen starben in den Vernichtungslagern der Nationalsozialisten.

### 1943: Flucht und Rettung

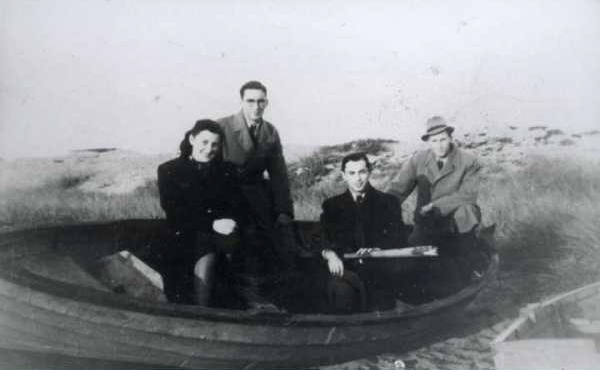
Dänische Juden im Rettungsboot nach Schweden

Georg Ferdinand Duckwitz (1904–1973), ein deutscher Diplomat, der sich schon lange vom Nationalsozialismus abgewandt hatte, informierte umgehend den dänischen Sozialdemokraten Hans Hedtoft, nachdem er erfahren hatte, dass für die Nacht vom 1. auf den 2. Oktober 1943 die Verhaftung der dänischen Juden und danach die Deportation über Deutschland in die Konzentrationslager im Osten geplant war. Die dänische Zivilbevölkerung verhinderte die Verhaftung und Deportation „ihrer Juden“ in einer einzigartigen Solidaritätsaktion. Innerhalb einer Nacht wurden die meisten der in Dänemark auffälligen Juden mit kleinen und mittleren Booten in das neutrale Schweden überführt, welches nicht von deutschen Streitkräften besetzt war. Die Rettungsaktionen erfolgten über den Öresund, das Kattegat und die dänische Ostseeinsel Bornholm. 7742 jüdische Menschen, von denen 1376 nicht dänische Staatsangehörige waren, konnten in Sicherheit gebracht werden, des Weiteren auch 686 nichtjüdische Familienangehörige. Sie bekamen ein dauerndes Aufenthaltsrecht in Schweden bis zum Untergang des NS-Regimes. Als die Nationalsozialisten Anfang Oktober ihre Razzien starteten, befanden sich statt ursprünglich rund 8000 nur mehr wenige hundert Juden im Land. Die verhafteten Juden wurden in drei Transporten in das KZ Theresienstadt deportiert. Am 2. Oktober 1943 wurden 83 jüdische Männer und Frauen von Aalborg abtransportiert und 198 aus Kopenhagen. Der dritte Transport mit 175 Juden verließ das Lager Horserød am 13. Oktober 1943. Aus diesem Lager wurden am 23. November 1943 sechs Männer in das KZ Sachsenhausen sowie zehn Frauen und Kinder in das KZ Ravensbrück deportiert.
Der dänischen Regierung gelang es nach Verhandlungen mit Heinrich Himmler Anfang 1945 die Freilassung von 423 dänischen Staatsbürgern aus dem KZ Theresienstadt zu erreichen. Nur knapp 1 % der jüdischen Population Dänemarks wurde Opfer der Shoah, mit Abstand die niedrigste Rate in allen von Deutschen besetzten Gebieten.

### Opferzahlen, Entschuldigung
Die Tageszeitung Berlingske veröffentlichte folgende Berechnung: Rund 50 dänische Juden starben im KZ Theresienstadt. Zwanzig deutsche bzw. staatenlose Juden aus Dänemark wurden in Konzentrationslagern ermordet. 25 bis 30 Juden verübten während der Flucht nach Schweden im Jahr 1943 Selbstmord bzw. ertranken in der Ostsee. Dadurch ergibt sich eine Opferzahl von 95 bis 100.
Der dänische Ministerpräsident Anders Fogh Rasmussen entschuldigte sich im Jahr 2005 offiziell beim jüdischen Volk und auch bei allen unschuldigen Menschen, die „mit aktiver Beteiligung dänischer Behörden in Hitlers Deutschland einem ungewissen Schicksal ausgeliefert wurden.“

## Region Hovedstaden
In der Region Hovedstaden (Großraum Kopenhagen) wurden bis September 2021 insgesamt 49 Stolpersteine verlegt, sechs in Frederiksberg, sieben in Gentofte, zwei in Kongens Lyngby und mindestens 34 in Kopenhagen.

## Region Syddanmark
In der Region Syddanmark (Süddänemark) wurden bis September 2021 insgesamt 15 Stolpersteine verlegt, fünf in Kolding und zehn in Odense.